# Zwartkruingrondtiran
De zwartkruingrondtiran (Muscisaxicola frontalis) is een zangvogel uit de familie Tyrannidae (tirannen).

## Verspreiding en leefgebied
Deze soort broedt in de Andes van Chili en Argentinië en overwintert noordelijk tot in Peru.

## Status
De grootte van de populatie is niet gekwantificeerd maar de soort wordt omschreven als schaars. Op de Rode lijst van de IUCN heeft deze soort de status niet bedreigd.